# Makalamabedi (Boteti)
Makalamabedi è un villaggio del Botswana situato nel distretto Centrale, sottodistretto di Boteti. Il villaggio, secondo il censimento del 2011, conta 1 674 abitanti.